# Casa Crous
La Casa Crous és un edifici del municipi de Girona que forma part de l'Inventari del Patrimoni Arquitectònic de Catalunya. Era un edifici del segle xix de treball d'obra i que s'ha recuperat, aprofitant les existències interessants. A principis del segle XXI s'està acabant.

## Descripció
És un habitatge familiar aïllat als jardins d'una casa existent, i amb l'estructura de l'edificació d'una caseta de jardí existent i que separava jardí en dues parts. L'edificació se situa perpendicularment a la muralla. Resta separada del carrer per una gran paret de pedra de Girona on hi ha situada la porta de garatge (porta treballada amb arc de corbes i escut al mig, flanquejada per dues finestres i simètricament respecte a la porta, i que es recuperen de l'anterior edificació.
Aquest mur treballa com a sòcol de l'habitatge que hi ha al damunt i que es compon com un cos afegit a ell. Aquest mur s'emmotlla a l'alineació del carrer lateral esquerra de la casa. Composició simètrica de finestra amb motllura a nivell del primer pis i ràfec de formigó a nivell de coberta, trencant el volum del carrer. Al costat de les obertures de la planta baixa hi ha la porta d'entrada del jardí.